# 细丛毛藓
细丛毛藓（学名：Pleuridium julaceum）为牛毛藓科丛毛藓属下的一个种。